# American Widow (film)
American Widow je film britsko-amerického režiséra C. S. Leigh. Je vystavěn na pozadí teroristických útoků, ke kterým došlo v září 2001 v New Yorku. Původní koncept byl takový, že film bude sledovat ženu, která si vymyslela, že její manžel byl při těchto útocích zabit. Později se z filmu stal obraz první dekády nového tisíciletí. Původně měl být produkován Leighovou společností Museumfilm a firmou Ognon Films Humberta Balsana. V roce 2005 byl rozpracovaný snímek představen na akci CineMart, kde producenti shánějí investory. Balsan později zemřel a Leigh se tak stal jediným producentem filmu.
Snímek byl natáčen v několika různých zemích, přičemž pásky s filmem zůstávaly vždy v zemích, kde byly natočeny. Mnohahodinový film tedy nikdy nebyl na veřejnosti promítán celý, ale vždy byly vybrány a sestříhány různé scény, které byly pro danou příležitost nejvhodnější. Jedna z částí filmu byla bez Leighova svolení vysílána jednou nizozemskou televizí. Leigh později uvedl, že by nikdy nic takového neschválil a chování stanice odsoudil jako „nedostatek respektu k uměleckému procesu.“
Ve filmu hrály Jekatěrina Golubeva, Cat Power, Anna Levine, Marina Defavoroy a další. V raném stádiu vzniku snímku v něm měla vystupovat Lili Taylorová.

## Obsazení
| Jekatěrina Golubeva | cestující žena |
| Cat Power           | zpívající žena |
| Anna Levine         | sledující žena |
| Marina Defavoroy    | plačící žena   |